# Linuparus sordidus
Linuparus sordidus är en kräftdjursart som beskrevs av Bruce 1965. Linuparus sordidus ingår i släktet Linuparus och familjen Palinuridae. IUCN kategoriserar arten globalt som livskraftig. Inga underarter finns listade i Catalogue of Life.